# ウィキペディアの科学情報
ウィキペディアの科学情報（ウィキペディアのかがくじょうほう）には、ウィキペディアが自然科学について述べている情報のすべてが含まれる。ウィキペディアにおける科学情報の影響と質については様々な批評と議論がされ、ウィキペディアン、科学者、それに情報を目にする一般大衆による相互作用を受けてきた。 

## 影響
2016年の研究では、ウィキペディアがオープンアクセスの科学関係の出版物から受ける影響は大きくなり、それらを使用している記事も増加していることの証拠が発見された。翌2017年の研究では、ウィキペディアは一般大衆がどのように科学について語ったり書いたりするかに影響を与える、最も使われている一般の情報源であることが示された。国際連合教育科学文化機関 (UNESCO) の2017年の報告では、ウィキペディアは検索エンジンのランキングにおいて高い順位に出てくるため、科学についての情報の情報源として一般的なものになったとされている。2018年の研究では、ウィキペディアに新しい科学的情報をまとめる方法が調査された。

## 編集者

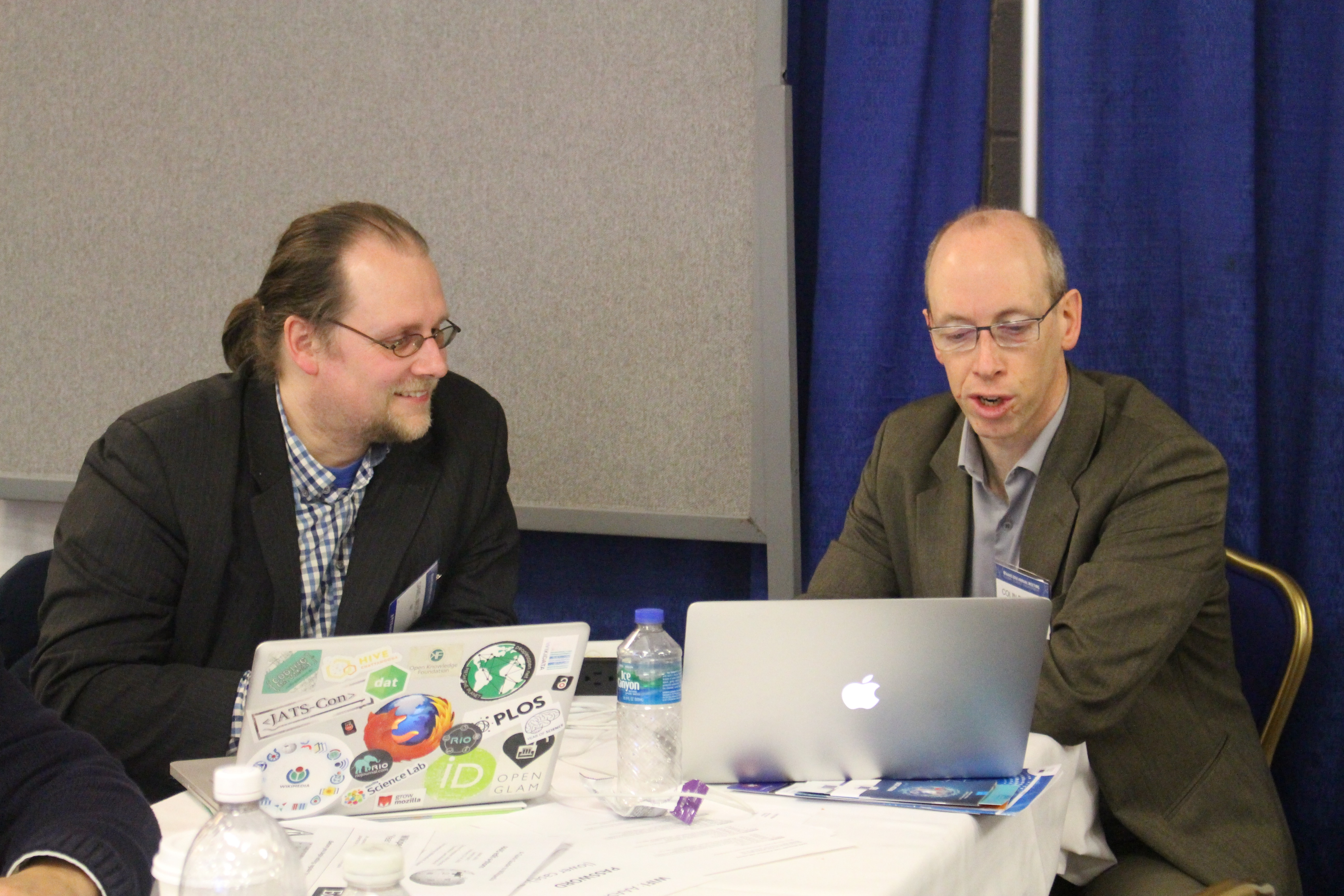
アメリカ科学振興協会が2016年に行われた1年に1回の会議で行われた、ウィキペディア上での情報交換。

2016年には、ウィキ教育財団とサイモンズ財団は、「科学の年」と呼ばれる奉仕活動プログラムを実施した。このプログラムでは、ウィキペディアの教育者が学会を訪れ、科学者に対し、自身の分野における専門性を生かして、ウィキペディアに情報を提供するのに貢献するように呼び掛けた。すでに、学習経験の一環として、学生にウィキペディアの科学についての記事を編集することを呼びかけるプログラムを用意している大学もある。ウィキペディアのコミュニティはウィキペディアの記事を編集する研究者を招待している。様々な分野の学会が、その構成員に対してウィキペディアを編集することを促している。

## 質
ウィキペディアは、全ての分野で科学的な出版物を参照してきた、広く多様な経験を持つ。2005年に学術誌『ネイチャー』に発表された研究では、ウィキペディアに存在する40の科学を主題とする記事と、それらに対応する『ブリタニカ国際大百科事典』の記事とを比較している。それによると、両百科事典ともに、4か所の「深刻な誤り」を、その主題についての専門家が発見した。彼らは、これよりは深刻性の低い問題を、ウィキペディアには162か所、そして『ブリタニカ国際大百科事典』には123か所発見した。Viceを書いている通俗科学についての著作家は2017年に、ウィキペディアの科学についての記事は専門的すぎると主張した。様々な研究者やメディアが、疑問を唱えたり批評をしたりしているところによれば、ウィキペディアの科学についての記事が対象にしている範囲は、科学に関係する政治的な決定に影響している。